# Pierre Phalèse (maison d'édition)
 (avril 2023).
Si vous disposez d'ouvrages ou d'articles de référence ou si vous connaissez des sites web de qualité traitant du thème abordé ici, merci de compléter l'article en donnant les références utiles à sa vérifiabilité et en les liant à la section « Notes et références ».
Pierre Phalèse (nom francisé ; latinisé Petrus Phalesius et, à l'origine, en néerlandais Vander Phaliesen), né à Louvain vers 1510 et mort dans la même ville vers 1575, est un imprimeur-libraire en musique.
Il est le premier d'une lignée d'imprimeurs-libraires de musique des Pays-Bas méridionaux, les Phalèse, successivement établie à Louvain et à Anvers entre 1545 et 1674, qui a été active durant trois générations.

## Biographies et productions

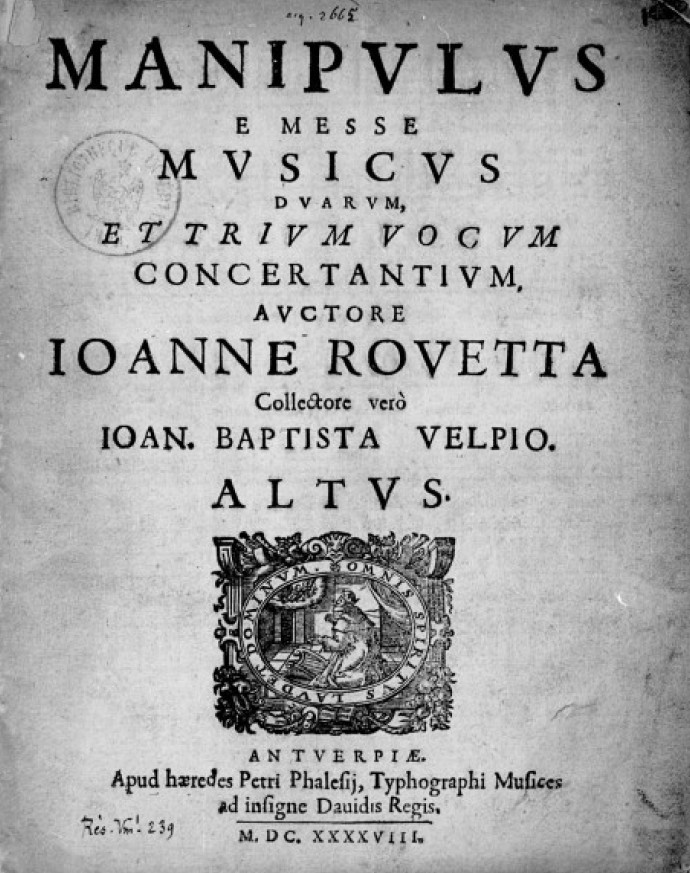
Page de titre des Manipulus e messe musicus de Giovanni Rovetta (Anvers, hér. de Pierre Phalèse, 1648). (Paris, BnF).

### Pierre Phalèse le Vieux
Pierre Phalèse était le fils d'Augustin vander Phaliesen, un brasseur, et de Marguerite van Poddeghem. Peut-être était-il un proche parent d'Arnold vander Phaliesen (qui était peintre à Louvain en 1499) et d'Antoine vander Phalisen (un organiste, décédé le 17 mars 1487).
En 1541, Phalèse devint libraire attitré de l'université de Louvain. En 1545, il débuta comme libraire dans sa ville natale. En peu de temps, il créa un atelier, qui en 1575, avait déjà publié 189 livres de musique. De ses presses sortirent, entre 1545 et 1552, plusieurs livres savants, quelques-uns publiés conjointement par lui et un autre libraire-imprimeur de Louvain, Martin de Raymaker (Rotarius). Si, au début de sa carrière, il sous-traitait ses ouvrages à d'autres imprimeurs, à compter de 1553, il commença à les imprimer lui-même avec des caractères de haute qualité, à l'instar de Tielman Susato d'Anvers.
Au cours de ces années, Phalèse publia aussi cinq livres de chansons réduites en tablature de luth, imprimés pour lui par Jacob Baethen, Servaas Sassen et Reynier Velpen, car il n'était, à cette époque, qu'un libraire et non un imprimeur. Les cinq livres ont toutefois tous été imprimés avec les mêmes caractères utilisés par Phalèse, depuis 1553, pour le second volume du Hortus musarum et d'autres ouvrages pour luth. Un autre remarquable ouvrage de cette époque est Selectissima... in guiterna ludenda carmina (Louvain, 1570) : un recueil qui contient aussi des instructions en latin pour guitare ; de la même année datent les 115 pièces pour cistre du Hortulus cytharæ. Il publiait principalement des livres de chansons et de danceries (danses).
Phalèse sollicita et obtint, le 29 janvier 1552, un privilège lui permettant d'imprimer des ouvrages musicaux à partir de caractères mobiles en une seule impression. Après une première série de publications consacrées au répertoire de tablature de luth, Phalèse publia plusieurs livres de chansons et de motets de compositeurs des anciens Pays-Bas, parmi lesquels Jacob Clemens non Papa, Thomas Créquillon, Orlando di Lasso ou Cyprien de Rore figurent en bonne place. Certaines pièces instrumentales ont sans doute été empruntées au répertoire sorti des presses parisiennes, espagnoles et allemandes.
Si la grande majorité des productions de Phalèse est consacrée à la musique sacrée − messes, motets et magnificats −, il publia aussi des recueils de chansons françaises, des madrigaux italiens, des chansons néerlandaises et des pièces instrumentales. Il empruntait beaucoup à de nombreux compositeurs et n'hésitait pas à reprendre des pièces déjà publiées ailleurs.
Dès 1560, cependant, il manifestait une approche plus audacieuse et plus internationale. En 1561, il publia le Cantuale juxta usum... ecclesiæ Amstelredamensis, destiné aux chœurs des églises amstelodamoises, imprimé en une seule opération en notation gothique par neumes, procédé qu’il réutilisa en 1563 pour les Psalmi... cum hymnis. En 1563, Phalèse commença à publier une nouvelle série de livres de luth intitulés Theatrum Musicum. La même année, il publia de Francisco Guerrero les harmonisations à huit voix du Magnificat en utilisant une fonte de caractères de grand corps, adaptée aux livres de chœur de format in-folio et semblable à celles utilisées à Paris par Pierre Attaingnant ou Nicolas Du Chemin pour des livres similaires. Entre autres nombreux ouvrages, Phalèse publia également plusieurs livres de Roland de Lassus et de Cyprien de Rore.
En 1570, il entama un partenariat avec Jean Bellère, imprimeur anversois, ce qui lui permit d'atteindre une clientèle plus vaste. Ce partenariat fut continué par Pierre Phalèse le Jeune jusqu'à la mort de Bellère en 1595. Bellère était un imprimeur-libraire qui entretenait d'importantes relations internationales ; il participa sans doute au financement de publications auxquelles il assurait une meilleure distribution, même à Anvers. Phalèse demeurait de toute façon actif comme imprimeur. Bellère était originaire de Liège, et il se peut que ce fut par l'intermédiaire de cette relation que le compositeur liégeois Jean de Castro agît comme conseiller musical de Phalèse en 1574 et en 1575, fournissant les dernières compositions françaises et italiennes pour publication.

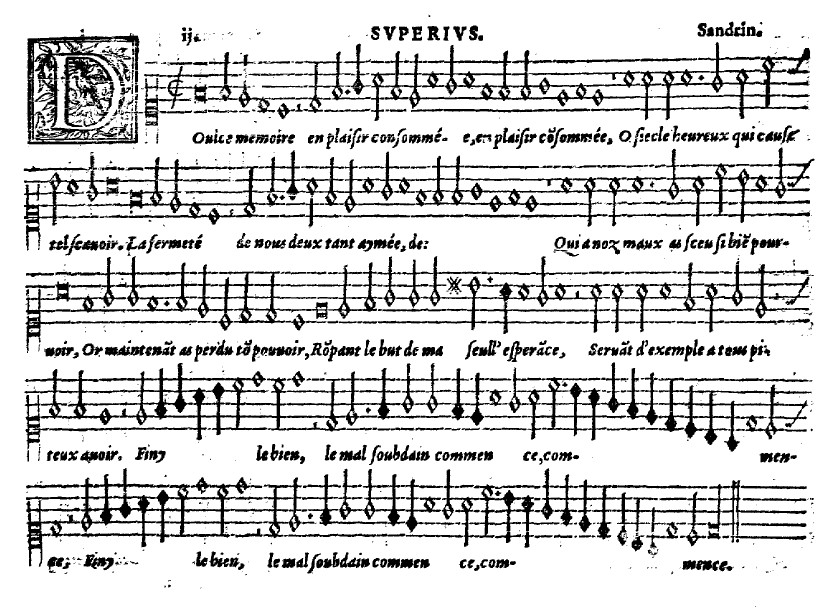
Une page du Septiesme livres des chansons à quatre parties... de 1570.

Outre les caractères gothiques et ceux utilisés pour les grands livres de chœur, Phalèse possédait également un caractère de musique de corps moyen, utilisé pour les livres de chansons ou de motets de format in-quarto (également utilisé par Jean Bogard à Douai) et des caractères de tablature de luth. Ses caractères sont tous de bonne facture, hormis peut-être la tablature qui n'est pas aussi élégante que ses équivalents parisiens. Les éditions de Phalèse sont propres et précises, avec des textes soigneusement placés sous la portée ; il fut le premier imprimeur des anciens Pays-Bas à imprimer des livres de luth dans lesquels les deux parties sont disposées de telle sorte que les joueurs assis autour d'une table puissent jouer du même livre. Lorsqu'en 1570, Phalèse visita Anvers pour être examiné par le prototypographe du roi Philippe II, Christophe Plantin déclara que l'imprimeur était « expert dans l'art de l'impression de la musique », dont il s'occupait en toute exclusivité, et qu'il maîtrisait bien le latin, le français et le néerlandais. Un ouvrage exceptionnel pour cette période est un recueil de 1572, entièrement consacré à la chanson néerlandaise : Een duytsch musyck boeck.
Les trois fils de Pierre le Vieux, Corneille, Jacob et Pierre le Jeune, avaient tous eu un rapport plus ou moins fort avec l'édition musicale.  En 1562, on voit Pierre le Vieux signer un contrat d'apprentissage chez l'imprimeur-libraire anversois Jan de Laet, aussi spécialisé en édition musicale, pour son fils Jacob, mais celui-ci s'inscrivant le 14 août 1563 à l'université de Louvain, il faut croire que celui-ci ne fut pas mené à terme.  Le même jour, Pierre le Jeune s'inscrivit à la même université, et lui non plus ne semble pas avoir terminé ses études. C'est lui qui reprendra la firme paternelle (voir la section suivante). Quant à Corneille, le fils aîné, il reçut un grade de la faculté des Arts en février 1564.  Il mit son nom sur un volume de Roland de Lassus, la première partie de la Patrocinium musices (une réimpression de l'édition de Munich de 1573), mais il ne poursuivit pas ses activités d'imprimeur.
Plusieurs ouvrages furent encore publiés au nom de Pierre le Vieux entre 1574 et 1576. Phalèse mourut donc sans doute à Louvain vers 1576, laissant son atelier à Pierre le Jeune (peut-être brièvement associé avec Corneille), mais la date précise de son décès n'est pas connue.

### Pierre Phalèse le Jeune

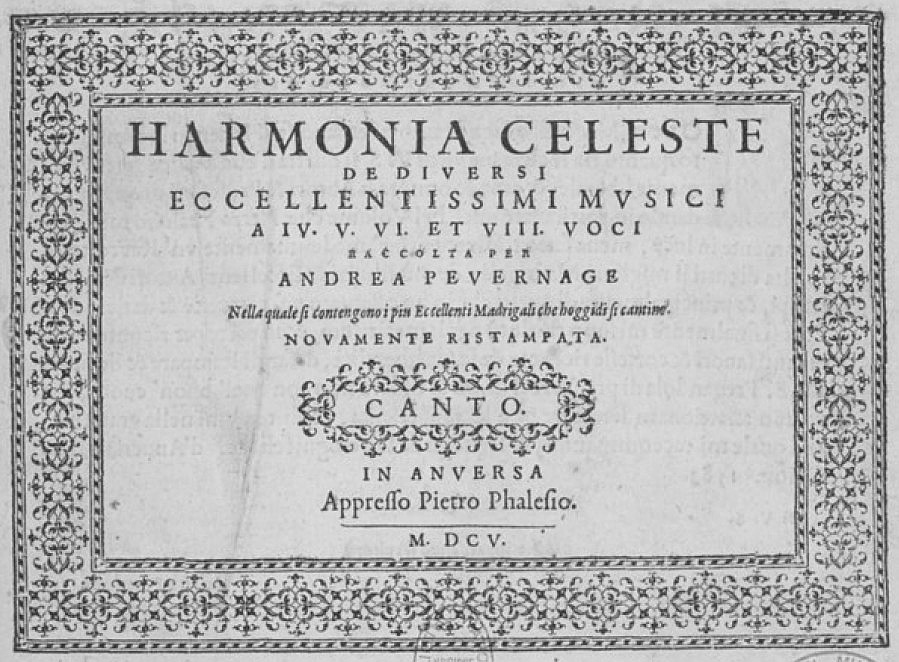
Page de titre des Harmonia celeste (Anvers, Pierre Phalèse le Jeune, 1605).

Pierre Phalèse, le Jeune, naquit à Louvain vers 1545 et mourut à Anvers le 13 mars 1629. Son nom apparaît en 1563 dans le matricule de l'université de Louvain. Il reprit l'atelier après la mort de son père : les trois volumes du Patrocinium musices (1577-1578) furent ses premières publications, à l'adresse de Petrum Phalesium juniorem.
Il déménagea à Anvers, où il fut inscrit à la guilde de Saint-Luc en 1581. Il se maria en 1582 avec Elisabeth Wisschavens et s'établit, la même année, dans la Cammerstrate, à l'enseigne du Lion rouge (De Rode Leeuw). Il y vécut jusqu'en 1608, quand il s’établit au Coperen Pot (Le pot en cuivre) après quoi il rebaptisa la maison Le roi David (Koning David). Phalèse poursuivit l’association avec Jean Bellère jusqu'à la mort de ce dernier en 1595. Il utilisa le même matériel typographique que son père, et continua à imprimer des chansons, des motets et d'autres pièces de musique sacrée, ainsi que de la musique pour luth.
Phalèse publia plusieurs volumes de madrigaux italiens, y compris quatre collections très appréciées :
- Harmonia celeste (1583, éditée par André Pevernage, réimprimée cinq fois entre 1589 et 1628) ;
- Musica divina (1583, éditée par Phalèse lui-même, réimprimée sept fois entre 1588 et 1634) ;
- Symphonia angelica (1585, éditée par Hubertus Waelrant, réimprimée quatre fois entre 1590 et 1629) ;
- Melodia olympica (1591, éditée par Peter Philips, réimprimée trois fois entre 1594 et 1630).

Cette collection et d'autres reflètent la popularité de la musique italienne aux Pays-Bas à cette époque. En outre, Phalèse publia de nombreux livres de madrigaux, dont chacun fut consacré à un seul compositeur italien : Agazzari, Anerio, Croce, Frescobaldi, Marenzio, Monteverdi, Mosto, Pallavicino, Rossi et Vecchi. Les Balletti a cinque voci (1596) de Giovanni Giacomo Gastoldi furent réimprimés sept fois entre 1601 et 1631. En outre, Phalèse fit sortir de ses presses de la musique sacrée et profane de deux compositeurs anglais vivant à Anvers : Richard Dering et Peter Philips.
Parmi les œuvres pour luth publiées par Phalèse, le Pratum musicum du luthiste Emanuel Adriaenssen (1584), qui comprend des arrangements de madrigaux et de chansons ainsi que quelques chansons néerlandaises (ou flamandes), tient une place importante.

### Les héritières de Pierre Phalèse: Magdalena et Maria

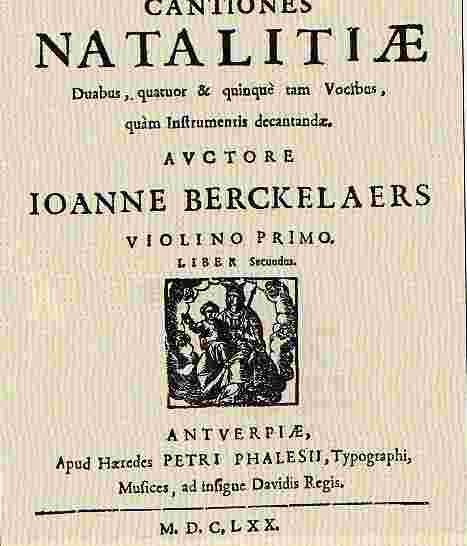
Cantiones natalitiæ de Joannes Berckelaers (Anvers, hér. de Pierre Phalèse, 1670).

Magdalena Phalèse, née à Anvers, fut baptisée le 25 juillet 1586 et mourut dans sa ville natale le 30 mai 1652. Magdalena était la fille de Pierre Phalèse le Jeune. En 1629, après la mort de son père, elle et sa sœur Maria (née à Anvers, y baptisée le 10 décembre 1589 et y décédée vers 1674), s'étant affiliées à la guilde de Saint-Luc comme « Filles Phalèse », continuèrent à diriger l'entreprise familiale pour les 45 années suivantes, publiant 180 volumes de madrigaux, de messes et de motets.
Si la proportion entre madrigaux et musique sacrée n'était plus aussi favorable au premier genre, appartenant à la musique profane, qu'elle le fut à l’époque où Phalèse le Jeune gérait l'entreprise, les compositeurs étaient en grande majorité des italiens ; nombreuses étaient les réimpressions de collections initialement publiées à Venise par Gardane, Vincenti et Magni.
En 1652, après la mort de Magdalena Phalèse, fut établie la liste détaillée des actifs, qui donne une idée de l'importance de l'entreprise. L'entreprise possédait plus de 375 kg de caractères de musique et disposait d’un stock évalué à plus de 3 000 florins. Les salaires des ouvriers qualifiés et autres dépenses de juin 1652 jusqu’en juillet 1653 s’élevaient à plus de 1 000 florins. Le document énumère aussi les dettes en suspens, dont certaines ont été déclarées irrécouvrables, et mentionne les liens commerciaux entre l'atelier Phalèse et ses homologues italiens.
Bien que Maria Phalèse continuât à gérer l'entreprise encore vingt ans de plus après la mort de sa sœur, la maison Phalèse ne put plus retrouver la gloire d’antan ; avec le déclin d'Anvers à la fin du XVIe siècle et la montée d'Amsterdam au cours du XVIIe siècle, l’importance de l'impression musicale, comme d'ailleurs celle des autres aspects commerciaux et culturels, s'accrut aux Pays-Bas septentrionaux.